# Trova

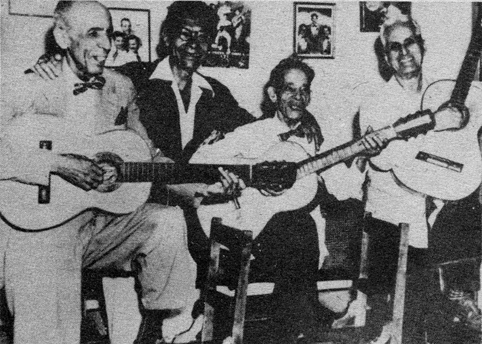
Cuatro representantes de La Trova: los cubanos Rosendo Ruiz, Manuel Corona, Sindo Garay y Alberto Villalón. Fotografía de los años 20.

La trova es una composición poética con arreglo musical para ser cantada, característica de los trovadores medievales. Así mismo es una de las fuentes del gran árbol de la música cubana e influencia lírica fundamental en gran variedad de géneros y estilos musicales. La definición del género musical trova es poesía con música; son canciones con letra poética que cuentan una historia de amor, crítica o de contenido socio-político. 
En el siglo XV existió la trova francesa, que nació en los cantos que difundían los trovadores (del sur de Francia) y los troveros (del norte de Francia). Hacia 1850 aparecieron músicos itinerantes conocidos como "de la isla", especialmente en Santiago de Cuba, ganándose el sustento cantando y tocando la guitarra. La primera trova moderna que existió fue creada en Cuba con el tema de protesta, pero a lo largo de los años se fue transformando hasta llegar a la trova contemporánea y adoptada por los cantautores dentro de la línea romántica, por eso ahora se tiene muy identificado a los cantantes de trova como: Ismael Serrano, Ignacio Copani, Joaquín Sabina, Pablo Milanés, Silvio Rodríguez, Amaury Pérez, Joan Manuel Serrat, Tata Barahona, Facundo Cabral, Alberto Cortez, Luis Eduardo Aute, Eugenia León, Tania Libertad, Óscar Chavez, Mercedes Sosa y Juan Salvador, entre otros.[cita requerida]
En la trova común, se cantan versos acompañados de cierto sentido jocoso y totalmente competitivo. Generalmente a los cantautores de este género se les llama "trovadores". La trova actualmente es muy popular.[cita requerida]

## Orígenes
La trova se desarrolló en Francia entre finales del siglo XI y finales del siglo XIII.
Los trovadores, afincados en la región de Provenza, se inspiraron en el antiguo concepto griego de poema lírico como composición vocal. La poesía de los trovadores figura entre las primeras muestras literarias en una lengua distinta del latín, lengua literaria por excelencia durante la Edad Media. Sus poemas emplean nuevas formas, melodías y ritmos, originales o copiados de la música popular. El primer trovador del que se tiene noticia fue Guillermo IX de Aquitania. La mayoría de los 400 trovadores que vivieron en esa época fueron nobles o reyes para quienes componer e interpretar canciones era una manifestación más ideal caballeresco. Originalmente, los trovadores cantaban sus poemas en la Corte noble corte y a menudo celebraban competiciones o torneos musicales; más tarde contrataron a músicos itinerantes, los llamados juglares, para interpretar sus obras. Entre sus temas predilectos figuran el amor, la caballería, la religión, la política, la guerra, los funerales y la naturaleza. Sus formas de versificación eran la cansó cansón (por general de amor cortés), la tensón (diálogos o debates), el servetensio (canción política o satírica), el planto (canto fúnebre o endecha), el alba (canción matinal) y la serena (canción nocturna). El acompañamiento musical se interpretaba generalmente con instrumentos de cuerda como la viella (violín medieval) o el laúd. La notación indicaba el tono, pero no el tempo o el ritmo. En la actualidad se conservan unas 300 melodías y cerca de 2600 poemas trovadorescos. La música de los trovadores influyó de manera decisiva en el desarrollo de la música profana medieval.
Los troveros desarrollaron su actividad en el norte de Francia y en su obra influyen cantar de gesta canciones de gesta y poesía cortesana. Sus canciones estaban muy influidas por los trovadores, enviados al norte de Francia en torno a 1137 por Leonor de Aquitania, nieta de Guillermo de Poitiers. Leonor se estableció en la corte parisina tras contraer matrimonio con el rey Luis VII, y trajo consigo los poetas y músicos de su tierra natal. Los troveros empezaron por copiar y adaptar las obras de los trovadores y más tarde desarrollaron un género propio, similar en su temática y su forma musical al de los trovadores, aunque de carácter más épico. Se conservan cerca de 1400 melodías y 4000 poemas escritos por los troveros, el más famoso de los cuales fue Adam de la Halle.

## Trova cubana
Hacia 1850 aparecieron músicos itinerantes conocidos como trovadores, en el Oriente de la isla, especialmente en Santiago de Cuba, ganándose el sustento cantando y tocando la guitarra. La gran variedad de expresiones artísticas, sus innumerables tradiciones y costumbres, sus raíces indígenas, su pasado escrito sobre profundas huellas, sus cadenas y victorias, su presente agitador y sus enormes ganas de expresar todo aquello que le dé libertad. Todos estos elementos son fuentes de inspiración que nacen en nuevas voces.[cita requerida]

## Nueva trova cubana
Después de la trova cubana del siglo XIX y XX, surgió la nueva trova cubana, de la cual Silvio Rodríguez y Pablo Milanés son los exponentes más conocidos. Se basó principalmente en la composición para guitarra y voz. Las letras por lo general mostraban un contenido social relacionado con la revolución socialista de 1959. Entre una de las obras más conocidas de la nueva trova cubana, se encuentra "Fusil Contra Fusil" escrita por Silvio Rodríguez en el año 1968, mas publicada en el año 1971. 

## Otros usos del concepto Trova en América Latina
En varios países latinoamericanos la palabra «trova» se refiere a estilos de música que pueden no estar relacionados con la trova caribeña. Generalmente el término «trovador» se refiere al músico popular dentro de las canciones de protesta, incluso en género rock, como sucedió en el caso de la Trova Rosarina en Argentina.